# Склопластикові труби

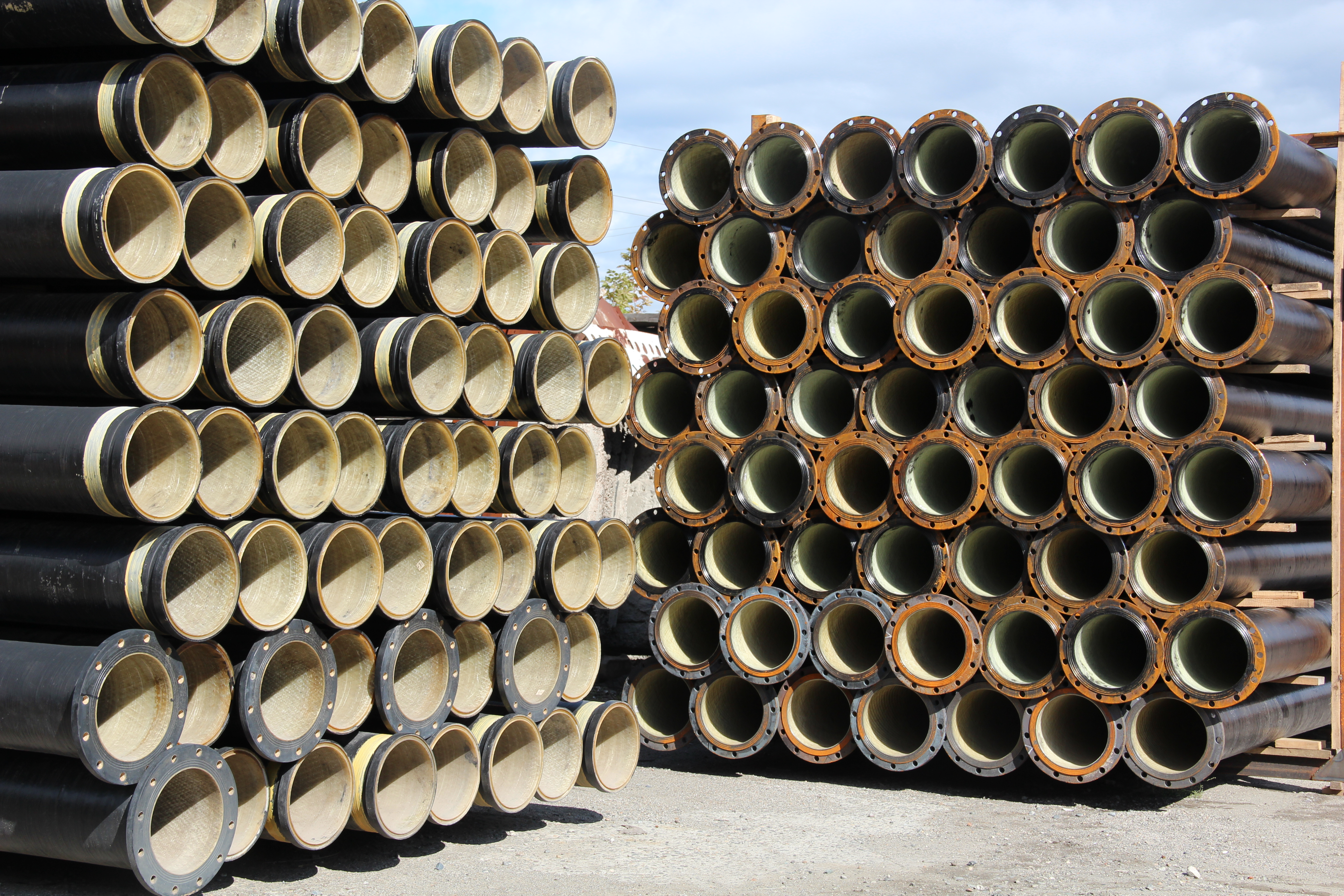
Труби склопластикові для дегазації вугільних шахт

Склопластикові труби — труби, виконані зі склопластику. Застосовуються як для транспортування по них різних середовищ, так і як конструкційні елементи (опори, колони, перекладини, оболоноки).

## Історія та загальна характеристика
Поява і випуск склопластикових труб стали можливими в середині 1950-х років, коли було освоєно промисловий випуск реактопластичних сполучних (перш за все — епоксидних смол) і скляних волокон. Уже тоді стали очевидними переваги цих труб: мала маса і висока корозійна стійкість. Однак, в зазначений період завоювати будь-яку частку ринку трубної продукції вони ще не могли через низьку ціну на «традиційні» трубні матеріали: сталь (в тому числі нержавіючу) мідь і алюміній. У середині 1960-х років ситуація почала змінюватися. По-перше, різко подорожчали легована сталь і алюміній. По-друге, початок видобутку нафти на морських шельфах і в важкодоступних районах суші вимагало застосування легких і корозійностійких труб. По-третє, технології виробництва склопластикових труб були вдосконалені, а характеристики продукції покращені. У ці роки фірма Ameron (США) освоїла великосерійний випуск склопластикових труб високого тиску (до 30 МПа) для нафтопромислів. Труби мали комерційний успіх і в США з'явилося безліч виробників стеклопластикової продукції. У 1970-х роках склопластикові труби виробництва США поширилися на нафтопромислах Північної Америки і Близького Сходу.

## Застосування і експлуатаційні особливості
Актуальність та економічна доцільність застосування склопластикових труб визначається рядом їх експлуатаційних особливостей в порівнянні з трубами інших типів.
- Склопластики характеризуються густиною 1750—2100 кг/м³, при цьому їхня міцність на розтягнення лежить у межах 150—350 МПа. Таким чином за питомою міцністю склопластик можна порівняти з якісною сталлю і він значно перевершує за цим показником термопластичні полімери (ПНД, ПВХ).
- Склопластик має високу корозійну стійкість, оскільки скло і затверділі термореактивні смоли (поліефірна, епоксидна), що входять до його складу, мають низьку реакційну здатність. За цим показником склопластик істотно перевершує чорні і кольорові метали і порівняний з нержавіючою сталлю.
- Склопластик є майже негорючим, важкозаймистим самозатухаючим матеріалом з високим значенням  кисневого індексу, оскільки негорюче скло становить у масі склопластику значну частку. За цим показником склопластик перевершує гомогенні і наповнені термопластичні полімери.
- Склопластик є анізотропним матеріалом і його властивостями в заданих напрямках легко управляти, варіюючи схему укладання волокон. Таким чином склопластикові труби можуть бути виконані з рівним запасом міцності в осьовому і кільцевому напрямках. В ізотропних матеріалах при навантаженні труб внутрішнім тискам запас міцності в кільцевому напрямку завжди вдвічі менший, ніж в осьовому.
- Межа плинності склопластику близька до межі міцності, з цієї причини склопластикові труби значно менш еластичні, ніж сталеві або термопластичні.
- Склопластик не зварюється. З'єднання труб виконують за допомогою фланців, муфт, ніпель-розтрубних з'єднань, клею.